# Miguel de la Madrid
Miguel de la Madrid Hurtado (Colima, Colima, 12 de dezembro de 1934 - Cidade do México, 1 de abril de 2012) foi um político  mexicano. Foi presidente do México de 1982 a 1988.

## Biografia

### Educação
Cursou direito na Universidade Nacional Autónoma do México (UNAM) e mais tarde fez uma pós-graduação em administração pública na Universidade de Harvard. Trabalhou no Banco do México e ensinou direito na UNAM antes de prestar serviço na secretaria do tesouro em 1965. Entre 1970 e 1972 foi funcionário da Pemex (a companhia mexicana de petróleo) e logo depois ocupou várias posições na administração pública, durante o mandato de Luis Echeverría Álvarez. Em 1976 foi escolhido por José López Portillo para o cargo de secretário do orçamento e planeamento. Sucedeu a Portillo na presidência após vencer as eleições disputadas a 4 de Julho de 1982, como candidato do PRI.

### Presidência
A sua chegada à presidência coincidiu com um dos períodos mais difíceis para a economia do México. A inflação atingiu os 100% ao ano, o desemprego os 20-25 % entre 1983 e 1985, a produção nacional sofreu uma forte quebra (sobretudo nas indústrias sob controlo governamental) e o peso sofreu uma desvalorização muito acentuada, obrigando à implementação dos pactos de crescimento económico através dos quais o governo subsidiava os preços de produtos básicos, comprometendo-se os produtores/fabricantes a não aumentar os preços.
Ele está pressionando uma agenda neoliberal que afeta particularmente os camponeses: os subsídios ao setor agrícola estão sendo reduzidos (e os subsídios à produção de café estão sendo abolidos), a liberalização do comércio está levando a um aumento das importações que está sufocando a produção local, e a abolição de importantes combinações agrícolas está causando a perda de muitos empregos rurais.
No entanto, para muitos mexicanos a presidência de Miguel de la Madrid ficou indelevelmente manchada pela actuação do governo perante a catástrofe que foi o Terramoto da Cidade do México de 1985 que causou a morte de milhares de pessoas e produziu graves danos na Cidade do México. Apesar de os dados oficiais apontarem para alguns milhares de mortos (5 a 10 mil), a opinião generalizada entre a população era que poderiam ter perdido a vida cerca de 20 000 pessoas. A reacção inicial do governo foi lenta e inadequada, obrigando a própria população a organizar e liderar os trabalhos de resgate das vítimas de entre os escombros. Tanto as declarações do presidente de la Madrid em que dizia que o México não necessitava ajuda externa para enfrentar o desastre, como a sua decisão de não permitir que o exército colaborasse com a população nos trabalhos de socorro durante as primeiras horas que se seguiram ao terramoto, foram objecto de severas críticas que ainda hoje se fazem ouvir.

## Morte
Morreu em 1 de abril de 2012, na Cidade do México, aos 77 anos de idade por consequências de um enfisema pulmonar, segundo informações de fontes oficiais e da imprensa local.